# فينوسا
فينوسا (بالإيطالية: Venosa)‏ هي بلدية في مقاطعة بوتنسا في إقليم بازيليكاتا الإيطالي.

## السكان
في سنة 1861 بلغ عدد السكان 7٬062 نسمة، وتطور العدد ليصل في سنة 2011 لـ 12٬167 نسمة.
يظهر هذا المخطط البياني تطور النمو السكاني لـ فينوسا

## توأمة
لفينوسا اتفاقيات توأمة مع كل من:
- تورتولي
- برنالدا
- جيترارو

## أعلام
- همفري هوتفيل
- روبرت جيسكارد
- دروغو هوتفيل
- أنتونيو جاموني
- مانفريد ملك صقلية
- هوراس
- وليام الذراع الحديدية
- كارلو غيزوالدو
- سينزيا جورجيو